# Der Hahn im Korb
Der Hahn im Korb ist eine deutsche Stummfilmkomödie von Georg Jacoby mit Reinhold Schünzel in der Hauptrolle, der auch am Drehbuch beteiligt gewesen war. 

## Handlung
Großkleindorf an der Tunke ist ein verschlafenes, typisch deutsches Provinznest. Hier möchte der etwas linkische Sonnyboy Peter Abendrot der titelgebende Hahn im Korb sein, angeschmachtet von den jungen Frauen im heiratsfähigen Alter. Doch lediglich seine Mutter, in deren Gemischtwarenladen Peter angestellt ist, verhätschelt den Jüngling und himmelt ihn an. Durch eine unverhoffte Millionen-Dollar-Erbschaft eines Onkels aus Amerika wird Peter urplötzlich vom Jüngling, vor denen alle Mütter ihre Töchter warnen, zum allseits begehrten Schwiegermuttertraum schlechthin. Denn Geld, so der allgemeine Glaube, mache sexy. Doch Peter will weder weiterhin an noch in der Tunke sitzen bleiben und versauern, und so entschließt sich Abendrot dazu, das nächste Morgenrot lieber in Berlin zu erleben, denn dort haben Mütter sicherlich noch viel hübschere Töchter, und Aufregungen warten an jeder Straßenecke.
Sogleich gerät der leicht einfältige Don Juan in der Hauptstadt in die Fänge eines gierigen Bankiers namens Romberg, der es einzig auf sein Geld abgesehen hat und ihn daher liebend gern mit seinem Töchterchen Jutta verheiratet sehen möchte. Peter verliebt sich gleichfalls in Jutta, bemerkt aber nicht, dass die die Bankiersfamilie umgebenen „besseren Kreise“ sich bereits lustig über ihn, das ungelenke „Landei“, machen. Ehe es zum Äußersten kommen kann, wendet Peters Rechtsanwalt Dr. Gerlach eine List an, um die wahren Absichten des Bankiers hervortreten zu lassen: Er lässt durchscheinen, dass Peters Dollarmillionen nach Abzug von Steuern etc. auf ganze 375, 65 Dollar zusammengeschmolzen seien, woraufhin seine Attraktivität für den Schwiegervater in spe in Sekundenschnelle zusammengeschmolzen ist. Jetzt erkennt der Hahn im Korb, dass es daheim doch am schönsten ist, zumal dort, in Großkleindorf, mit der liebreizenden Käthe, eine zauberhafte junge Dame auf ihn wartet, die zwar als das Aschenputtel des Nestes gilt, dafür aber eine grundehrliche Haut ist und ihn aufrichtig liebt.

## Produktionsnotizen
Der Hahn im Korb wurde am 6. November 1925 erstmals der Filmzensur vorgelegt und besaß zu diesem Zeitpunkt eine Länge von 2612 Metern. Nach Schnittvorgaben wurde der Film am 30. November 1925 erneut vorgelegt und war jetzt nur noch 2435 Meter lang. Die Uraufführung des Sechsakters fand in Berlins UFA-Theater in der Friedrichstraße statt. 
Willy Morree übernahm die Aufnahmeleitung, Walter Reimann gestaltete die Filmbauten.

## Kritik
Der Filmbote befand: „Reinhold Schünzel in der Rolle des Helden ist von jener bezwingenden Natürlichkeit, durch die sich seine Darstellung in jedem Genre so vorteilhaft auszeichnet. Ein äußerst originelles Sujet, das, auch in den übrigen Rollen vortrefflich gespielt, dem Film unbedingt überall zum Erfolg verhelfen wird.“